# La Bostonnais
La Bostonnais es un municipio canadiense situado en la provincia de Quebec.

## Superficie
La Bostonnais tiene una superficie de 284,32 km².

## Demografía
En 2021, tenía 556 habitantes, una densidad poblacional de 2 hab./km², y 374 viviendas.